# Ökölvívás

Ökölvívás a Velodromban - 1928

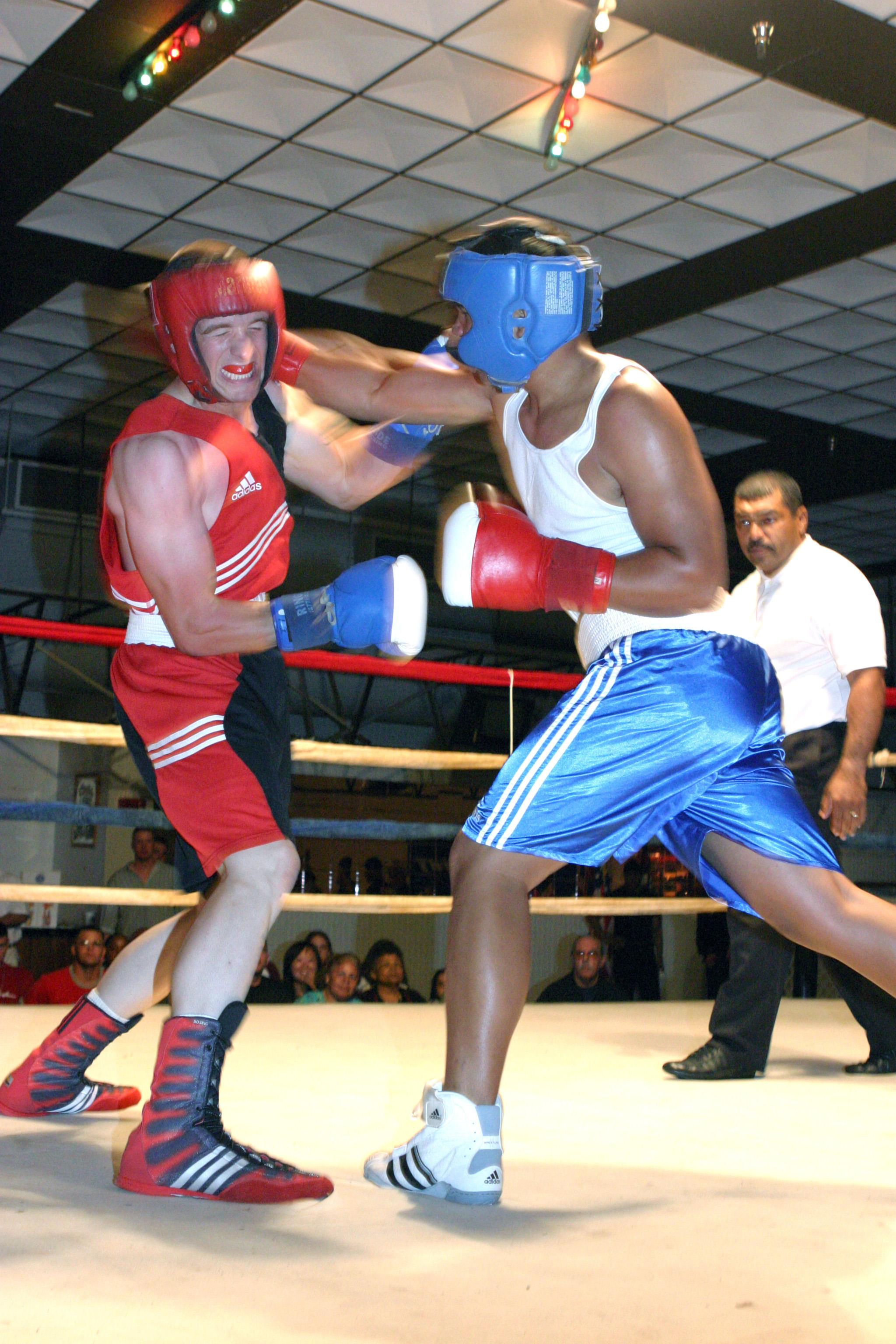
Amatőr ökölvívó mérkőzés

Az ökölvívás vagy boksz a legrégebbi olimpiai küzdősportok egyike.

## Amatőr ökölvívás
Az amatőr ökölvívás súlycsoportjai
Az első nemzeti bajnokságot 1880-ban az Angol Amatőr Ökölvívó Szövetség (Amateur Boxing Association of England) rendezte mindössze 4 kategóriában. A súlycsoportokat angol hagyományos súlymértékben: fontban és stone-ban (14 font) adták meg.
- Pehelysúly 57 kg (9 stone),
- Könnyűsúly 63,5 kg (10 stone),
- Középsúly 71 kg (11 stone, 4 font),
- Nehézsúly 79,4 kg (12 stone, 7 font) felett

1884-ben jött létre az ötödik:
- Harmatsúly 52 kg

1920-ban hozzáadódott még három:
- Légsúly 51 kg (8 stone),
- Váltósúly 69 kg (11 stone),
- Félnehézsúly 79,4 kg (175 font)

Így alakult ki a klasszikus 8 súlycsoport.
A második világháború után az amatőr bokszban a súlycsoportokat kilogrammban adják meg, a profiknál máig él a hagyományos angolszász mértékegységek használata. 2003-ra alakult ki az amatőr ökölvívás jelenlegi súlycsoport-beosztása, a 2004-es Athéni Olimpián 11 kategóriában folytak a küzdelmek.
| 1904                                   | 1908                                   | 1920-1936                                | 1948                    | 1952-1964                              | 1968-1980                              | 1984-2000                             | 2004-2008              |
| -------------------------------------- | -------------------------------------- | ---------------------------------------- | ----------------------- | -------------------------------------- | -------------------------------------- | ------------------------------------- | ---------------------- |
| Nehézsúly +158 font (+71,7 kg)         | Nehézsúly +158 font (+71,7 kg)         | Nehézsúly +175 font (+79,4 kg)           | Nehézsúly +80 kg        | Nehézsúly +81 kg                       | Nehézsúly +81 kg                       | Szupernehézsúly +91 kg                | Szupernehézsúly +91 kg |
| Nehézsúly +158 font (+71,7 kg)         | Nehézsúly +158 font (+71,7 kg)         | Nehézsúly +175 font (+79,4 kg)           | Nehézsúly +80 kg        | Nehézsúly +81 kg                       | Nehézsúly +81 kg                       | Nehézsúly 81–91 kg                    |                        |
| Nehézsúly +158 font (+71,7 kg)         | Nehézsúly +158 font (+71,7 kg)         | Nehézsúly +175 font (+79,4 kg)           | Nehézsúly +80 kg        | Félnehézsúly 75–81 kg                  |                                        |                                       |                        |
| Nehézsúly +158 font (+71,7 kg)         | Nehézsúly +158 font (+71,7 kg)         | Nehézsúly +175 font (+79,4 kg)           | Félnehézsúly 73–80 kg   |                                        |                                        |                                       |                        |
| Nehézsúly +158 font (+71,7 kg)         | Nehézsúly +158 font (+71,7 kg)         | Félnehézsúly 160-175 font (72,6-79,4 kg) |                         |                                        |                                        |                                       |                        |
| Nehézsúly +158 font (+71,7 kg)         | Nehézsúly +158 font (+71,7 kg)         | Középsúly 71–75 kg                       | Középsúly 71–75 kg      | Középsúly 71–75 kg                     | Középsúly 69–75 kg                     |                                       |                        |
| Nehézsúly +158 font (+71,7 kg)         | Nehézsúly +158 font (+71,7 kg)         | Középsúly 71–75 kg                       | Középsúly 71–75 kg      | Középsúly 71–75 kg                     | Középsúly 69–75 kg                     | Középsúly 67–73 kg                    |                        |
| Nehézsúly +158 font (+71,7 kg)         | Nehézsúly +158 font (+71,7 kg)         | Középsúly 71–75 kg                       | Középsúly 71–75 kg      | Középsúly 71–75 kg                     | Középsúly 69–75 kg                     | Középsúly 147-160 font (66,7-72,6 kg) |                        |
| Középsúly 145-158 font (65,8-71,7 kg)  | Középsúly 140-158 font (63,5-71,7 kg)  | Középsúly 71–75 kg                       | Középsúly 71–75 kg      | Középsúly 71–75 kg                     | Középsúly 69–75 kg                     |                                       |                        |
| Középsúly 145-158 font (65,8-71,7 kg)  | Középsúly 140-158 font (63,5-71,7 kg)  | Nagyváltósúly 67–71 kg                   |                         |                                        | Középsúly 69–75 kg                     |                                       |                        |
| Középsúly 145-158 font (65,8-71,7 kg)  | Középsúly 140-158 font (63,5-71,7 kg)  | Váltósúly 64–69 kg                       |                         |                                        |                                        |                                       |                        |
| Középsúly 145-158 font (65,8-71,7 kg)  | Középsúly 140-158 font (63,5-71,7 kg)  | Váltósúly 62–67 kg                       | Váltósúly 63,5–67 kg    | Váltósúly 63,5–67 kg                   | Váltósúly 63,5–67 kg                   |                                       |                        |
| Középsúly 145-158 font (65,8-71,7 kg)  | Középsúly 140-158 font (63,5-71,7 kg)  | Váltósúly 62–67 kg                       | Váltósúly 63,5–67 kg    | Váltósúly 63,5–67 kg                   | Váltósúly 63,5–67 kg                   | Váltósúly 135-147 font (61,2-66,7 kg) |                        |
| Váltósúly 135-145 font (61,2-65,8 kg)  | Középsúly 140-158 font (63,5-71,7 kg)  | Váltósúly 62–67 kg                       | Váltósúly 63,5–67 kg    | Váltósúly 63,5–67 kg                   | Váltósúly 63,5–67 kg                   |                                       |                        |
| Kisváltósúly 60–64 kg                  | Középsúly 140-158 font (63,5-71,7 kg)  | Váltósúly 62–67 kg                       | Váltósúly 63,5–67 kg    | Váltósúly 63,5–67 kg                   | Váltósúly 63,5–67 kg                   |                                       |                        |
| Könnyűsúly 126-140 font (57,2-63,5 kg) | Kisváltósúly 60-63,5 kg                | Kisváltósúly 60-63,5 kg                  | Kisváltósúly 60-63,5 kg |                                        |                                        |                                       |                        |
| Könnyűsúly 126-140 font (57,2-63,5 kg) | Kisváltósúly 60-63,5 kg                | Kisváltósúly 60-63,5 kg                  | Kisváltósúly 60-63,5 kg | Könnyűsúly 58–62 kg                    |                                        |                                       |                        |
| Könnyűsúly 126-140 font (57,2-63,5 kg) | Kisváltósúly 60-63,5 kg                | Kisváltósúly 60-63,5 kg                  | Kisváltósúly 60-63,5 kg | Könnyűsúly 125-135 font (56,7-61,2 kg) | Könnyűsúly 126-135 font (57,2-61,2 kg) |                                       |                        |
| Könnyűsúly 126-140 font (57,2-63,5 kg) | Könnyűsúly 57–60 kg                    |                                          |                         | Könnyűsúly 125-135 font (56,7-61,2 kg) | Könnyűsúly 126-135 font (57,2-61,2 kg) |                                       |                        |
| Könnyűsúly 126-140 font (57,2-63,5 kg) | Pehelysúly 54–58 kg                    |                                          |                         | Könnyűsúly 125-135 font (56,7-61,2 kg) | Könnyűsúly 126-135 font (57,2-61,2 kg) |                                       |                        |
| Pehelysúly 116-126 font (52,6-57,2 kg) | Pehelysúly 118-126 font (53,5-57,2 kg) |                                          |                         | Könnyűsúly 125-135 font (56,7-61,2 kg) |                                        |                                       |                        |
| Pehelysúly 116-126 font (52,6-57,2 kg) | Pehelysúly 118-126 font (53,5-57,2 kg) | Pehelysúly 54–57 kg                      |                         | Könnyűsúly 125-135 font (56,7-61,2 kg) |                                        |                                       |                        |
| Pehelysúly 116-126 font (52,6-57,2 kg) | Pehelysúly 118-126 font (53,5-57,2 kg) | Pehelysúly 115-125 font (52,2-56,7 kg)   |                         |                                        |                                        |                                       |                        |
| Pehelysúly 116-126 font (52,6-57,2 kg) | Pehelysúly 118-126 font (53,5-57,2 kg) | Harmatsúly 51–54 kg                      |                         |                                        |                                        |                                       |                        |
| Pehelysúly 116-126 font (52,6-57,2 kg) | Harmatsúly 112-118 (50.8-53,5 kg)      |                                          |                         |                                        |                                        |                                       |                        |
| Harmatsúly -116 font (-52,6 kg)        |                                        |                                          |                         |                                        |                                        |                                       |                        |
| Harmatsúly 105-115 font (47,6-52,2 kg) |                                        |                                          |                         |                                        |                                        |                                       |                        |
| Légsúly -51 kg                         | Légsúly -51 kg                         | Légsúly 48–51 kg                         | Légsúly 48–51 kg        | Légsúly 48–51 kg                       |                                        |                                       |                        |
| Légsúly -51 kg                         | Légsúly -51 kg                         | Légsúly 48–51 kg                         | Légsúly 48–51 kg        | Légsúly 48–51 kg                       | Légsúly -112 font (-50.8 kg)           |                                       |                        |
| Légsúly -51 kg                         | Légsúly -51 kg                         | Papírsúly -48 kg                         |                         |                                        |                                        |                                       |                        |
| Légsúly -51 kg                         | Légsúly -51 kg                         | Légsúly -105 font (-47,6 kg)             |                         |                                        |                                        |                                       |                        |
| 7                                      | 5                                      | 8                                        | 8                       | 10                                     | 11                                     | 12                                    | 11                     |

A szorító
A mérkőzéseket szorítóban rendezik. A szorító négyzet alakú, amelyet négy, megfelelően a talajhoz rögzített oszlopon kifeszített kötélsor határol. A kötélsorok által határolt terület 4,90×4,90 m-nél kisebb, illetve 6,10×6,10 m-nél nagyobb nem lehet. A szorító talaját nemezlappal és arra helyezett ponyvával kell borítani.
A kesztyű

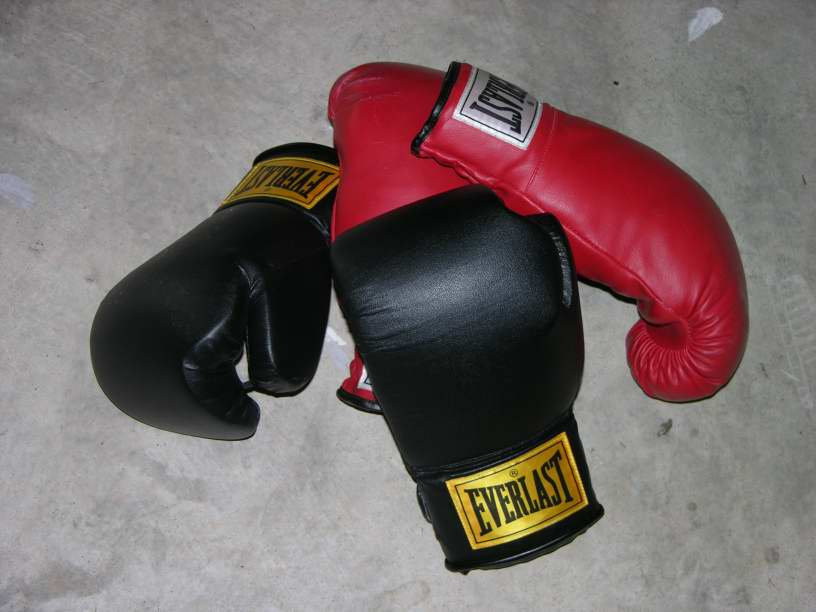
ökölvívó kesztyűk

A kesztyűk tömege 228 grammnál (8 uncia) nem lehet könnyebb. Mindkét kézre bandázst kell tekerni, mely nem lehet rövidebb 2,5 méternél és nem lehet hosszabb 4,5 méternél, valamint a szélessége nem haladhatja meg az 5,7 cm-t. Ütni csakis a kesztyű elülső, párnázott részével szabad, ez az úgynevezett ütőfelület.
Ruházat
A versenyzőknek könnyű magas szárú cipőt (szögek és sarok nélkül), zoknit, combközépig érő nadrágot és trikót – mely fedi a mellkast és a hátat – kell viselniük. A trikón rajta lehet országnevük felirata és címere, amelyek nem foglalhatnak el 100 cm²–nél nagyobb felületet. Amennyiben a nadrág és a trikó megegyező színű, az öv vonalát 10 cm széles rugalmas öv viselésével kell jól láthatóvá tenni. (Az övvonal a köldök és a csípő felső része közötti képzeletbeli vonal.)
Kötelező védőfelszerelések
- Fejvédő. A versenyzők jelenleg fejvédő nélkül léphetnek a szorítóba, a fejvédő használata a pekingi olimpia óta nem feltétel. A fejvédő egyénileg formára alakított és a versenyzők felszerelésének részét képezte. A szorító sarka színétől függően piros vagy kék színű.
- Fogvédő. A versenyzőknek fogvédő viselése kötelező. A fogvédőnek formára alakítottnak kell lennie és versenyen nem tartalmazhatja a piros szín egyik árnyalatát sem. Ha valamelyik versenyzőnek nincs sajátja, annak a rendező ország házigazdái kötelesek térítés ellenében rendelkezésére bocsátani, melyet a versenyző vagy szövetsége fizet. A küzdelem alatt tilos a fogvédő szándékos eltávolítása, amennyiben a versenyző mégis ezt teszi, következménye intés vagy kizárás. Ha egy versenyző fogvédőjét kiütötték,akkor a vezetőbíró elküldi őt a színének megfelelő sarokba és a fogvédő tisztítására szólítja fel, a visszahelyezése után visszaállítja a versenyzőt a megelőző pozícióba.
- Mélyütés védő.

Mérlegelés
- A versenyzőknek minden súlycsoportban a verseny első napján mérlegelniük kell reggel 8-10 óra között. A következő versenynapokon csak akkor kell 8-9 óra között mérlegelniük, ha aznap mérkőznek. Az első mérkőzés kezdete és a mérlegelés lezárása között három (3) tiszta órának kell eltelnie, kivéve, ha a Végrehajtó Bizottság az Orvosi Bizottsággal történt konzultáció után úgy dönt, hogy ha a versenyző kevesebb, mint három óra elteltével a szorítóba áll, alkalmas a versenyzésre és ez nem hat ki károsan későbbi szereplésére.
- Az első napi hivatalos mérlegelés eredménye meghatározza az ökölvívó súlycsoportját a verseny teljes időtartamára. Ennek ellenére minden olyan napon mérlegelnie kell, amikor mérkőzik, bizonyítva, hogy az aktuális súlya nem nagyobb súlycsoportja felső határánál. A versenyző csak abban a súlycsoportban mérkőzhet, amelybe a hivatalos mérlegelés alapján tartozik. A versenyző minden egyes napon hivatalosan csak egyetlen alkalommal mérlegelhet. Ezen egyetlen alkalommal rögzített testsúlya tekintendő véglegesnek.
- A versenyző súlyát meztelenül mérik. A mérlegnek metrikus beosztásúnak kell lennie. Elektronikus mérleg is használható.
- Nemzetek közötti találkozón a versenyzők mérlegelése 30 percen belül zajlik. Azt a versenyzőt, amelyik a súlyhatáron túlesik vagy a mérlegelés ideje alatt nem jelenik meg, vesztesnek kell tekinteni.

Menetek
Az olimpiákon, világbajnokságokon, Kontinentális Bajnokságokon és tornákon 4 × 2 perces menetek vannak. A pekingi olimpia után helyreáll az 1996-ig létezett rend, a felnőtt férfi mérkőzések játékideje 3 × 3 percre módosul. Külön megegyezés alapján tarthatók 4 × 3 vagy 6 × 2 perces menetek is. Minden esetben a menetek között 1 perces szünetet kell tartani. A küzdelem megállítása intés; öltözet, felszerelés igazítása vagy egyéb más okból nem számít bele a két percbe.
Korhatár
- 19 éven aluli vagy 40 éven felüli (a születés évét tekintve) ökölvívó nem versenyezhet olimpián, világ- és kontinens bajnokságon vagy nemzetközi mérkőzésen. A versenyző életkorának megállapítása a verseny első napján történik. Az első napon megállapított életkor hatályos abban az esetben is, ha a versenyző születésnapja a verseny ideje alatt lenne.
- Kadett versenyeken az alsó korhatár 15 év, azonban a versenyző nem lehet 17 évnél idősebb.
- Junior versenyeken az alsó korhatár 17 év, azonban a versenyző nem lehet 19 évnél idősebb.

## A győztes személyének megállapítása

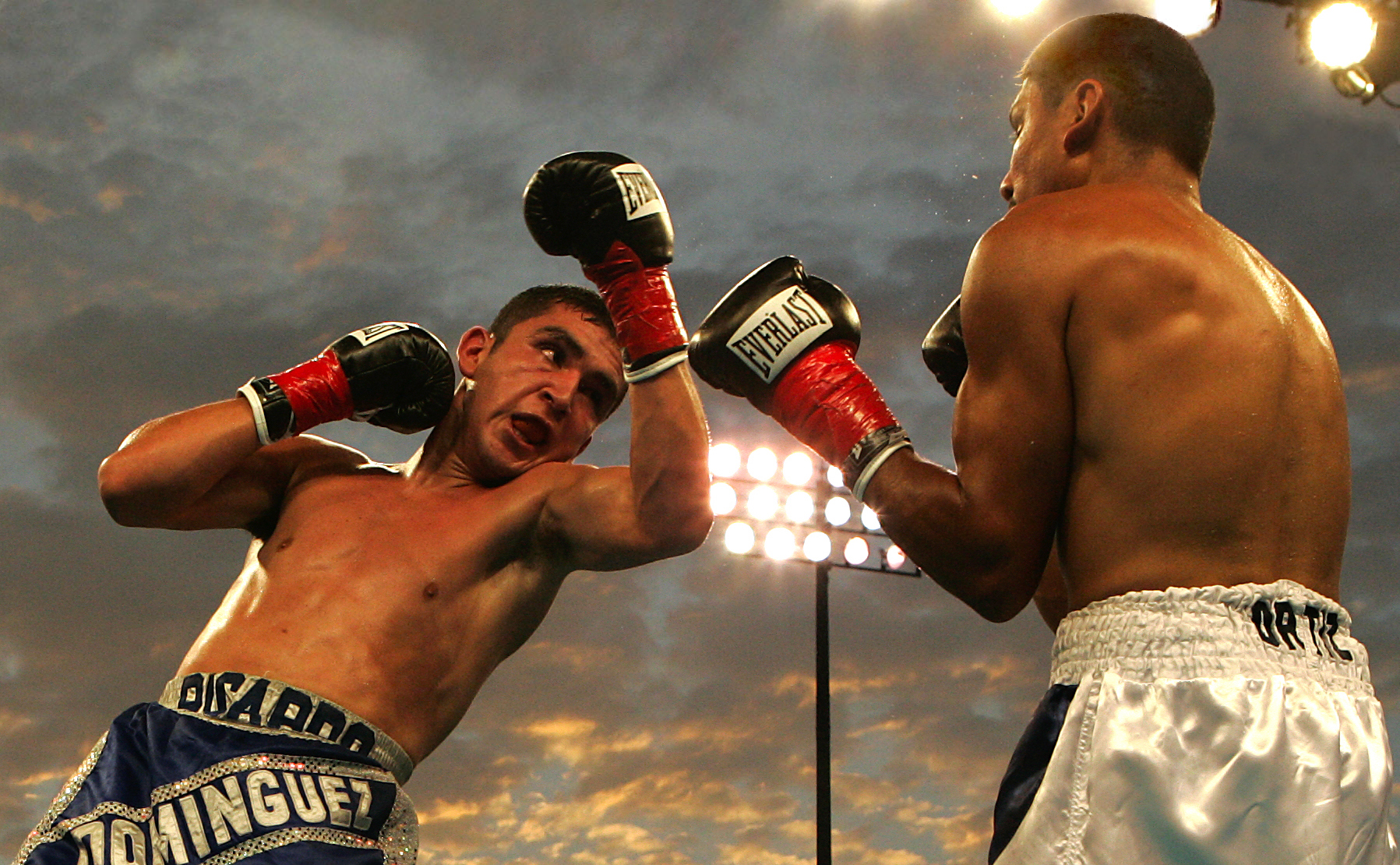
Profi mérkőzés

- Pontozásos győzelem. A mérkőzés végén azt az ökölvívót hirdetik győztesnek, akit a pontozóbírók többsége győztesként hozott ki. Ha mindkét ökölvívó egyszerre sérült úgy meg vagy egyszerre ütötte ki egymást, hogy nem tudják folytatni a küzdelmet, akkor a pontozóbírók mindkét fél javára pontot jegyeznek be és azt az ökölvívót hirdetik győztesnek, akinek eddig, illetve a mérkőzés aktuális befejezéséig több pontja van.
- Győzelem visszalépés következtében. Ha egy ökölvívó jelentős mértékű sérülés vagy más ok miatt visszalép vagy a menetet követő szünet után nem folytathatja a küzdelmet, akkor ellenfelét hirdetik győztesnek.
- Győzelem RSC által (RSC = referee stop contest: a vezetőbíró megállítja a mérkőzést). A vezetőbíró megállítja a mérkőzést, ha megítélése alapján egy ökölvívó klasszisokkal gyengébb ellenfelénél vagy képtelen a mérkőzés folytatására, valamint, ha sérülést szenved, akkor az ellenfelét hirdetik ki győztesnek.
- Kipontozással. Ha a zsűri elnök azt észleli, hogy a pontozógép monitora felnőtt és junior mérkőzésen 20, míg női és kadett mérkőzésen 15 pont különbséget jelez a két versenyző között, a mérkőzést beszünteti annak érdekében, hogy a gyengébb versenyzőt megóvja a további fölösleges ütésektől. A zsűri elnök gongot vagy egyéb rendelkezésére álló hangjelző-eszközt használhat a mérkőzés beszüntetésére. Az utolsó menetben a mérkőzés a fenti okból nem szüntethető be. A mérkőzés beszüntetését követően a zsűri elnök az eredmény közlésével egyidőben utasítja a vezetőbírót az eredmény kihirdetésére: „Győztes az X sarok versenyzője kipontozással.”
- Kiütéses győzelem (KO). Ha egy ökölvívó lent van és tíz másodpercen belül nem folytatja a mérkőzést, ellenfelét győztesként hirdetik ki. Egy ökölvívó „lent” van, vagy annak tekintendő, ha:
  - Ütés vagy ütéssorozat következtében a lábán kívül bármelyik testrésze érinti a talajt.
  - Ütés vagy ütéssorozat következtében tehetetlenül lóg a kötélen.
  - Ütés vagy ütéssorozat következtében részlegesen vagy teljesen a kötélen kívülre került.
  - Erős ütés következtében ugyan nem esett el és nem lóg a kötélen, de fél-tudati állapotban van és a bíró megítélése szerint a mérkőzés folytatására képtelen.
- Győzelem RSC-H által. Akkor van, ha az egyik fél a fejét ért sorozatos, kemény ütések következtében képtelen a mérkőzés folytatására.
- Győzelem ellenfél nélkül. (Walk-over) Ha egy ökölvívó a szorítóban mérkőzésre készen állva várja annak kezdetét és ellenfele nem jelenik meg miután a hangosbeszélőn keresztül szólították, akkor megszólal a gong és három perc elteltével az első ökölvívót hirdetik győztesnek „ellenfél nélkül”. A vezetőbíró felszólítja a pontozóbírókat a pontozólapok kitöltésére, összegyűjti azokat, a szorító közepére szólítja az ökölvívót és eredményhirdetés után a magasba emeli a kezét, mint győztesét.

- Amatőr ökölvívók listája

## Profi ökölvívás

### Súlycsoportok
A nyolc hagyományos súlycsoportból felezéssel létrehozott újabb súlycsoportok elnevezései világszervezettől függően különbözhetnek.
| Súly                     | WBA            | WBC            | IBF           | WBO                   | BoxRec         |
| ------------------------ | -------------- | -------------- | ------------- | --------------------- | -------------- |
| 200 font (90,7 kg)felett | nehézsúly      | nehézsúly      | nehézsúly     | nehézsúly (+190 font) | nehézsúly      |
| 175-200 font (90,7 kg)   | cirkálósúly    | cirkálósúly    | cirkálósúly   | kisnehézsúly          | cirkálósúly    |
| 168-175 font (79,4 kg)   | félnehézsúly   | félnehézsúly   | félnehézsúly  | félnehézsúly          | félnehézsúly   |
| 160-168 font (76,2 kg)   | nagyközépsúly  | nagyközépsúly  | nagyközépsúly | nagyközépsúly         | nagyközépsúly  |
| 154-160 font (72,6 kg)   | középsúly      | középsúly      | középsúly     | középsúly             | középsúly      |
| 147-154 font (69,9 kg)   | nagyváltósúly  | nagyváltósúly  | kisközépsúly  | kisközépsúly          | félközépsúly   |
| 140-147 font (66,7 kg)   | váltósúly      | váltósúly      | váltósúly     | váltósúly             | váltósúly      |
| 135-140 font (63,5 kg)   | nagykönnyűsúly | nagykönnyűsúly | kisváltósúly  | kisváltósúly          | félváltósúly   |
| 130-135 font (61,2 kg)   | könnyűsúly     | könnyűsúly     | könnyűsúly    | könnyűsúly            | könnyűsúly     |
| 126-130 font (59,0 kg)   | nagypehelysúly | nagypehelysúly | kiskönnyűsúly | kiskönnyűsúly         | nagypehelysúly |
| 122-126 font (57,2 kg)   | pehelysúly     | pehelysúly     | pehelysúly    | pehelysúly            | pehelysúly     |
| 118-122 font (55,3 kg)   | nagyharmatsúly | nagyharmatsúly | kispehelysúly | kispehelysúly         | kispehelysúly  |
| 115-118 font (53,5 kg)   | harmatsúly     | harmatsúly     | harmatsúly    | harmatsúly            | harmatsúly     |
| 112-115 font (52,2 kg)   | nagylégsúly    | nagylégsúly    | kisharmatsúly | kisharmatsúly         | nagylégsúly    |
| 108-112 font (50,8 kg)   | légsúly        | légsúly        | légsúly       | légsúly               | légsúly        |
| 105-108 font (49,0 kg)   | féllégsúly     | féllégsúly     | kislégsúly    | kislégsúly            | kislégsúly     |
| 96-105 font (47,6 kg)    | minimumsúly    | szalmasúly     | mini légsúly  | mini légsúly          | minimumsúly    |

### Fontosabb profi ökölvívó világszervezetek
- Bokszvilágszövetség (WBA)
- Bokszvilágtanács (WBC)
- Bokszvilágszervezet (WBO)
- Nemzetközi Bokszszövetség (IBF)
- Profi ökölvívók listája

## Technikák

### Állás

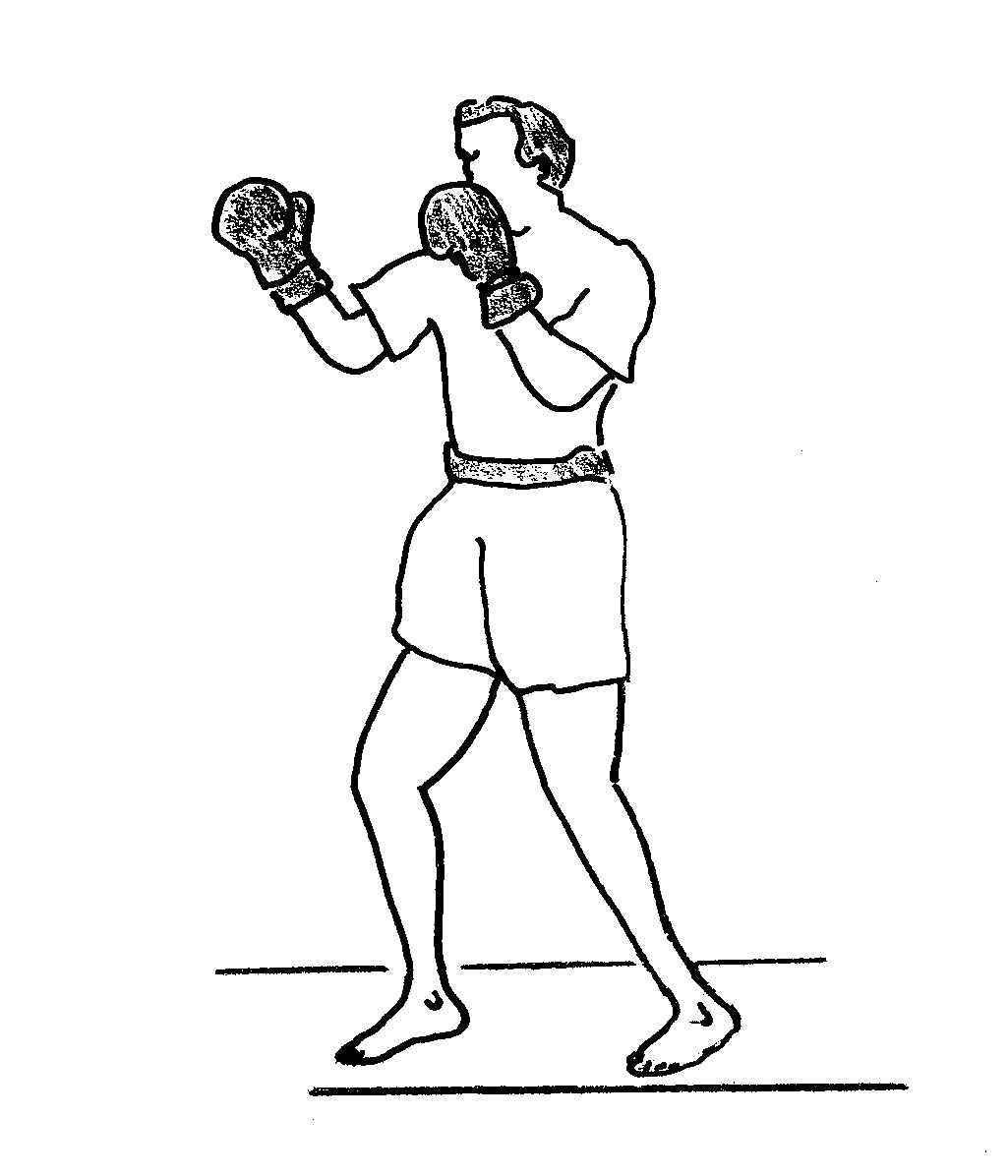
Upright stance
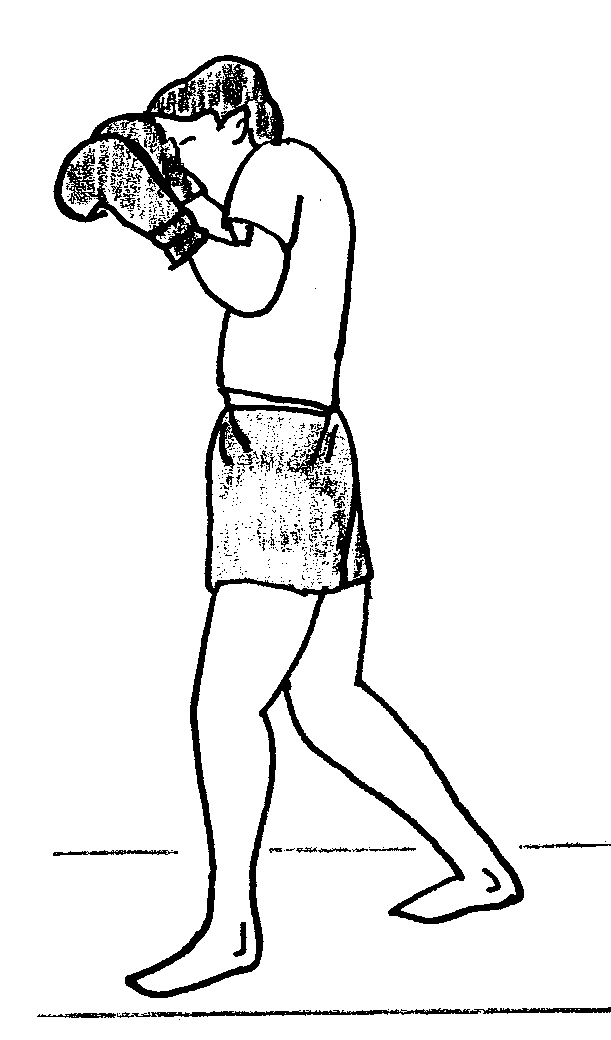
Semi-crouch

### Ütés

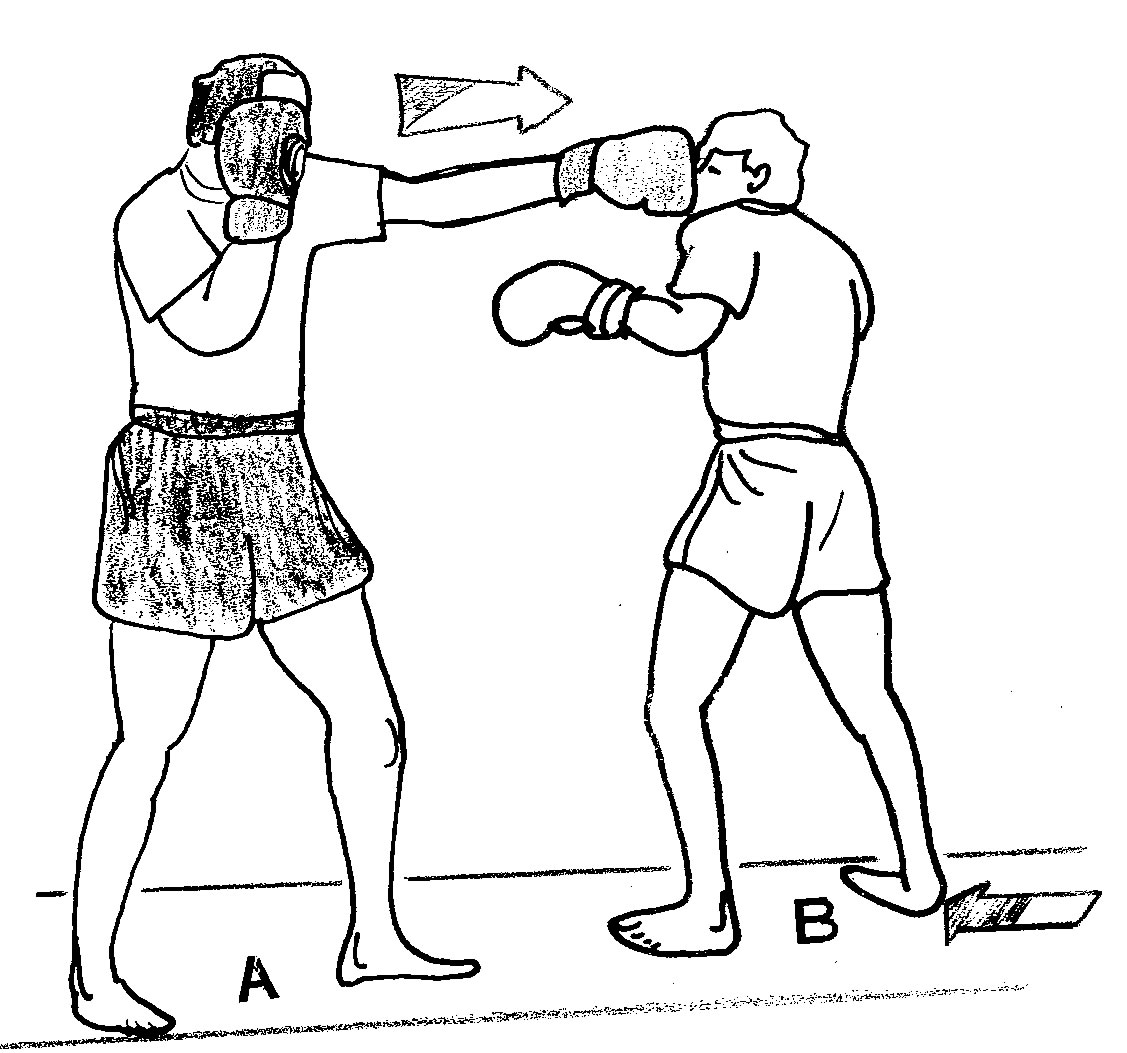
Bal egyenes
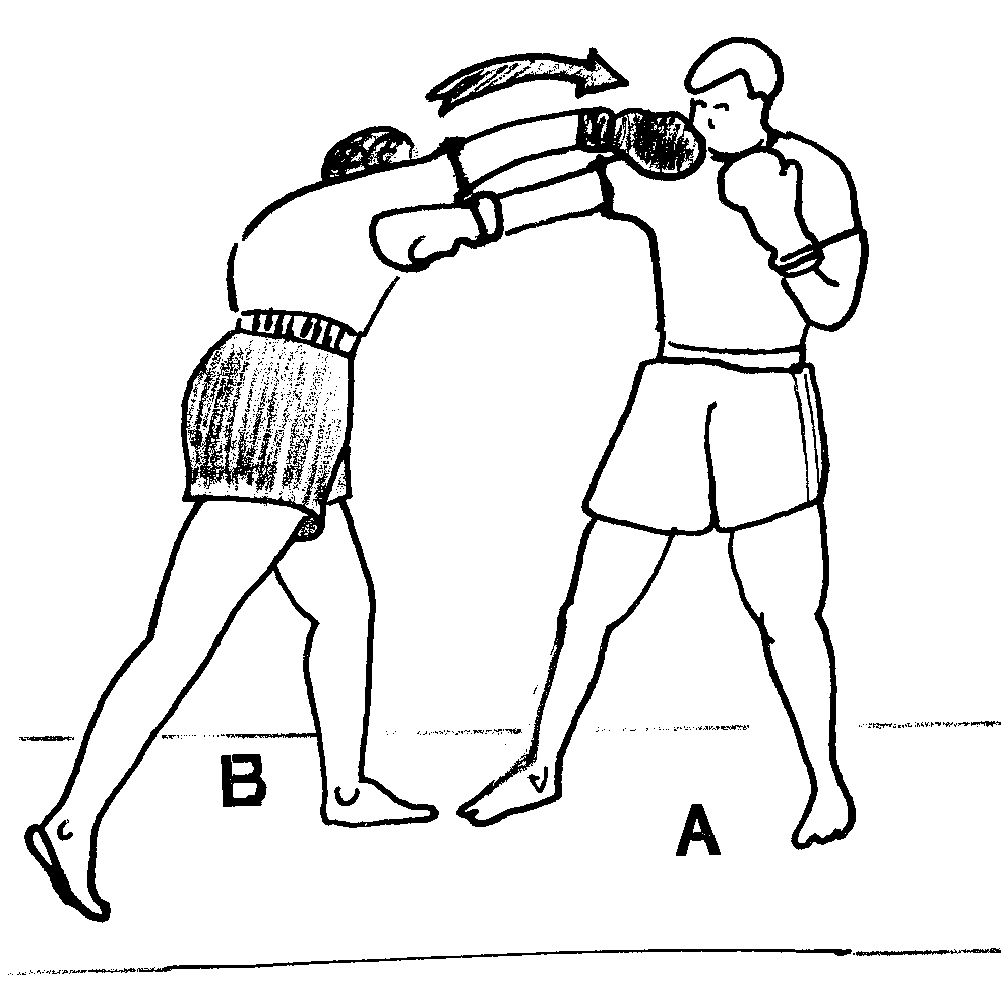
Jobb csapott
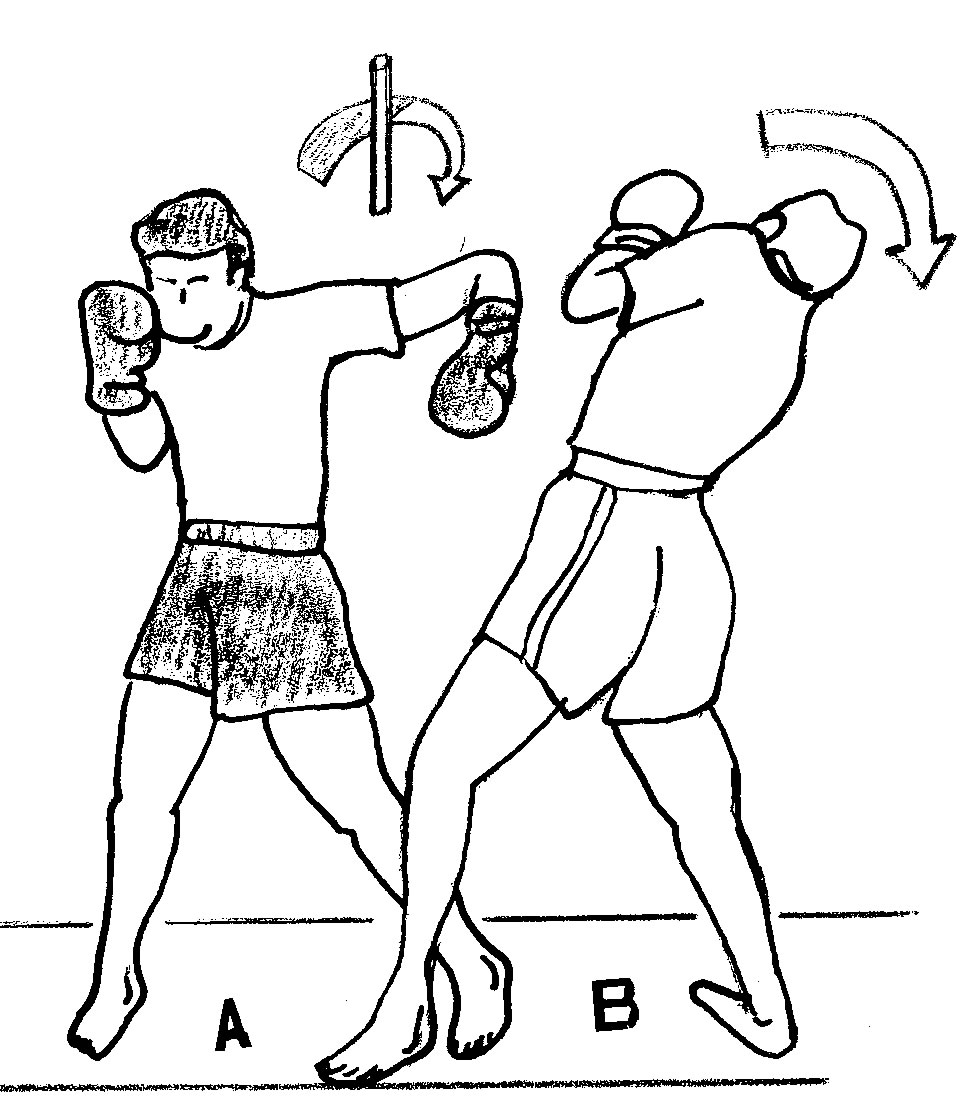
Horog
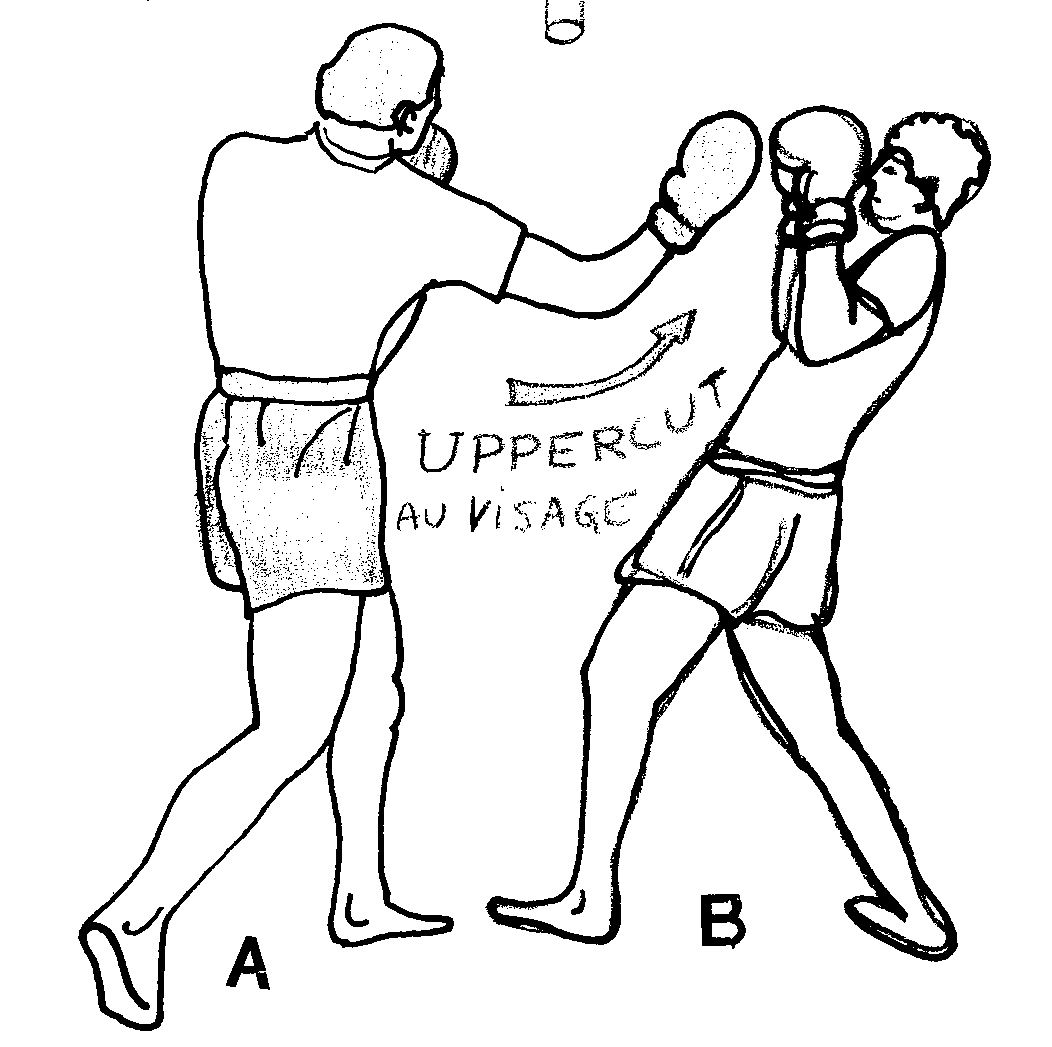
Jobb felütés
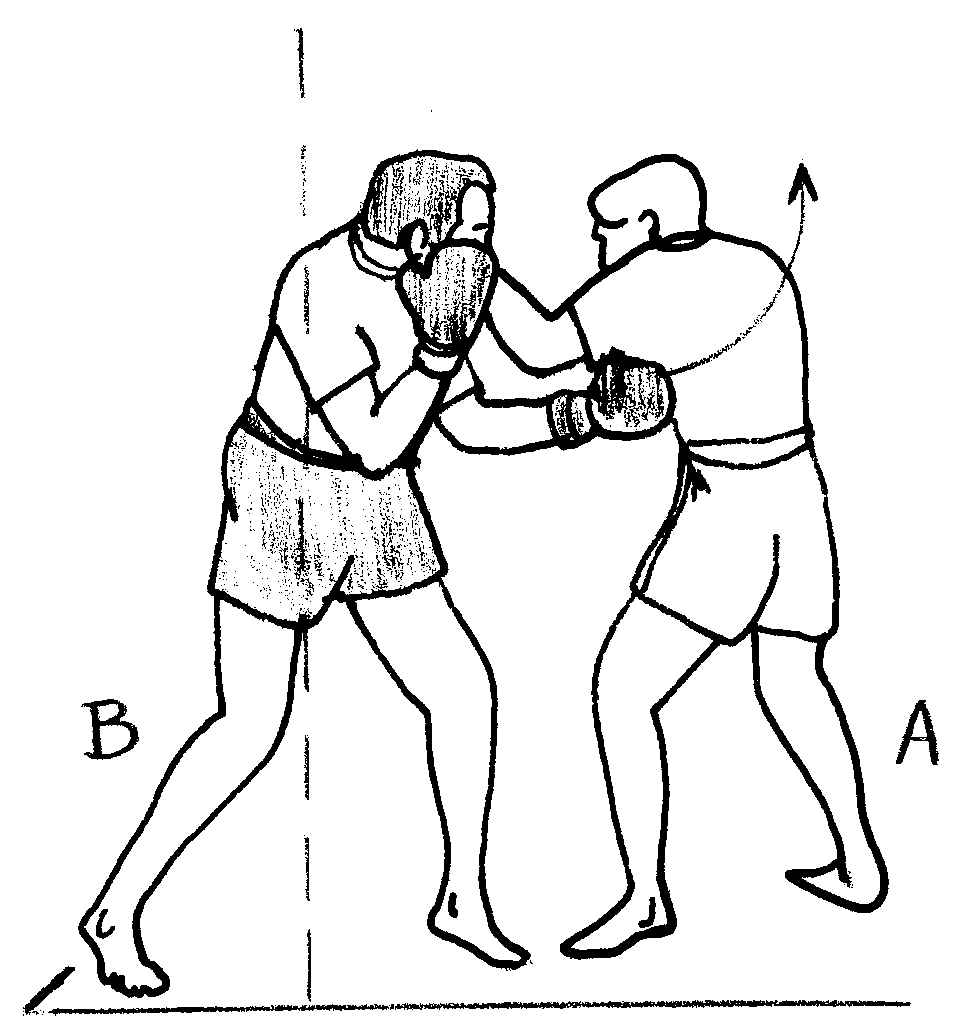
Short straight punch – in short range and close range
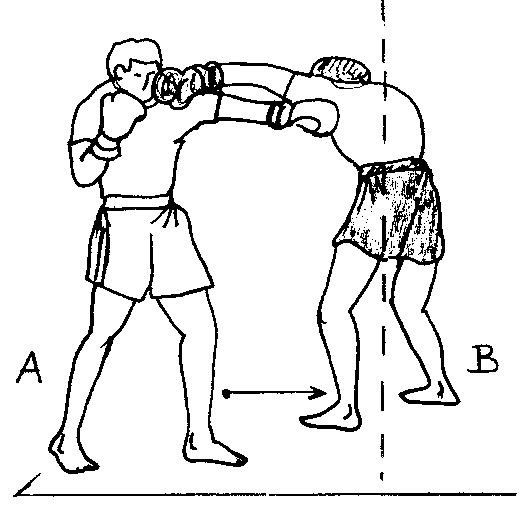
Cross-counter (counter punch)
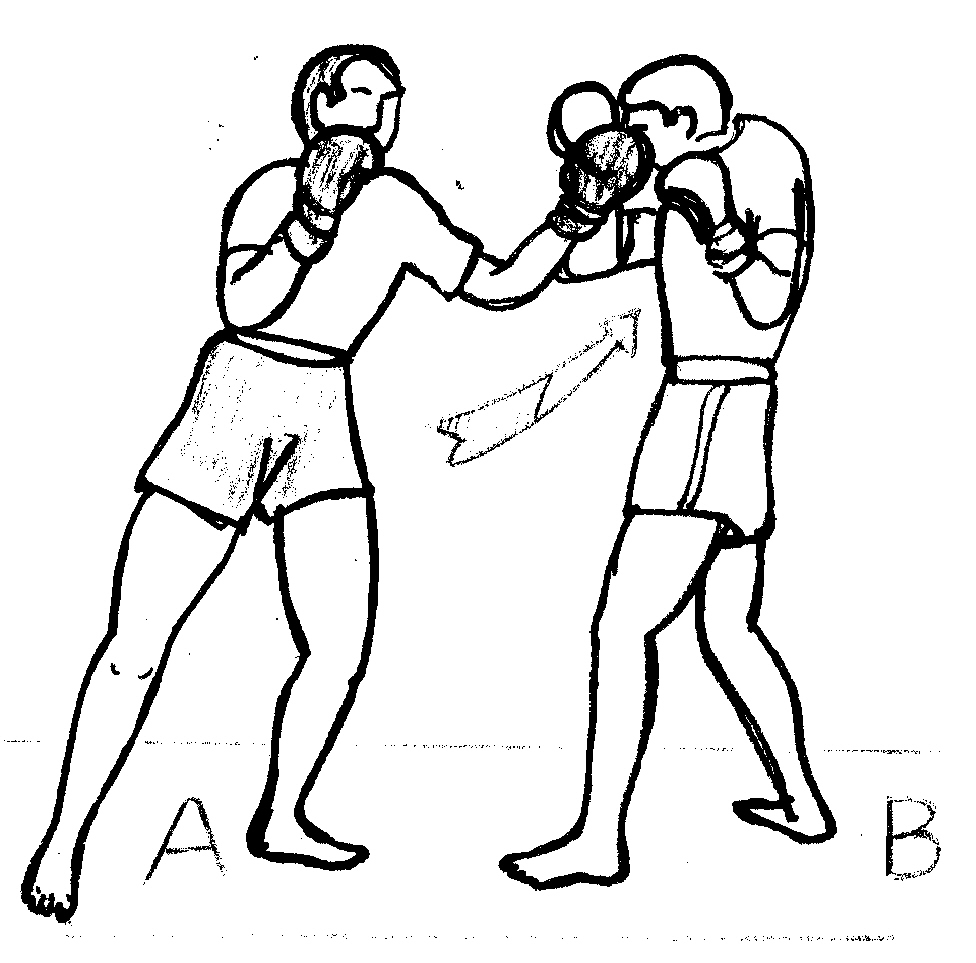
bal felütés- a combination of a wide Uppercut/straight punch
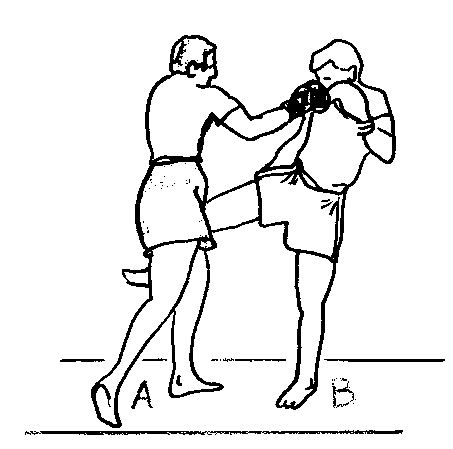
jobb horog - a combination of a wide Hook/straight punch

### Védelem

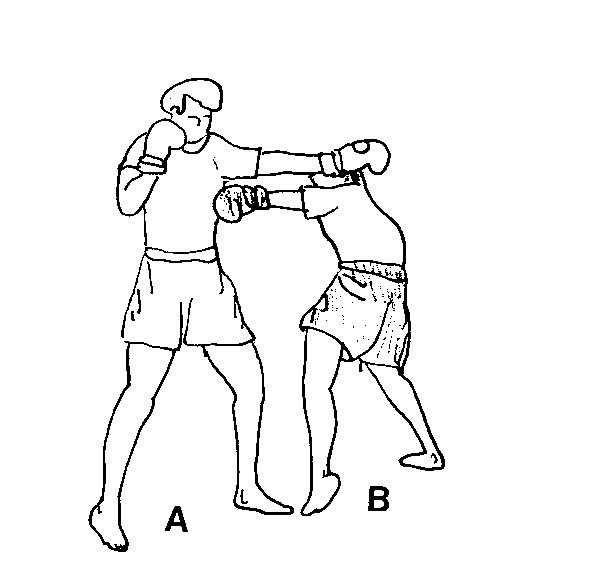
Slipping
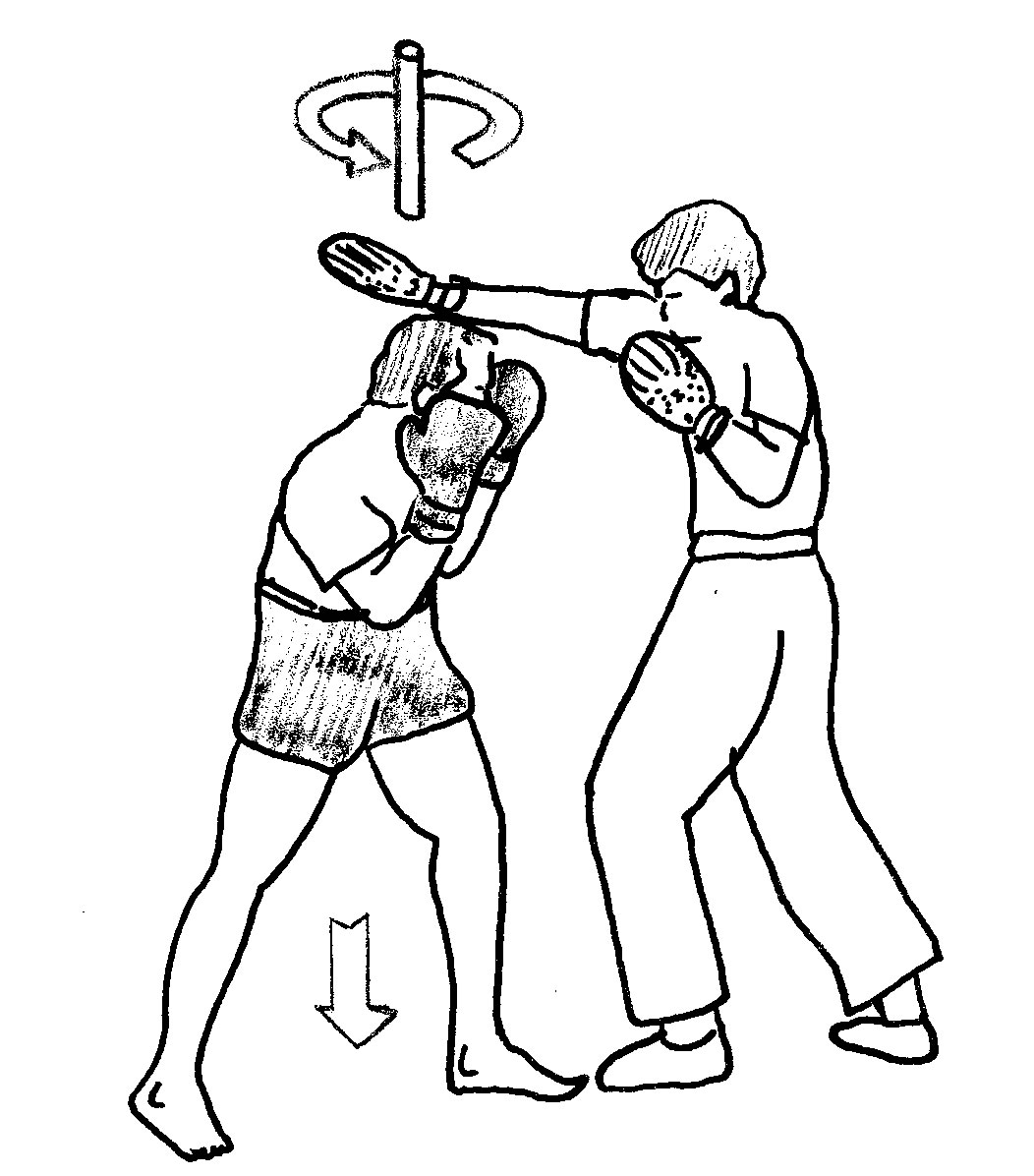
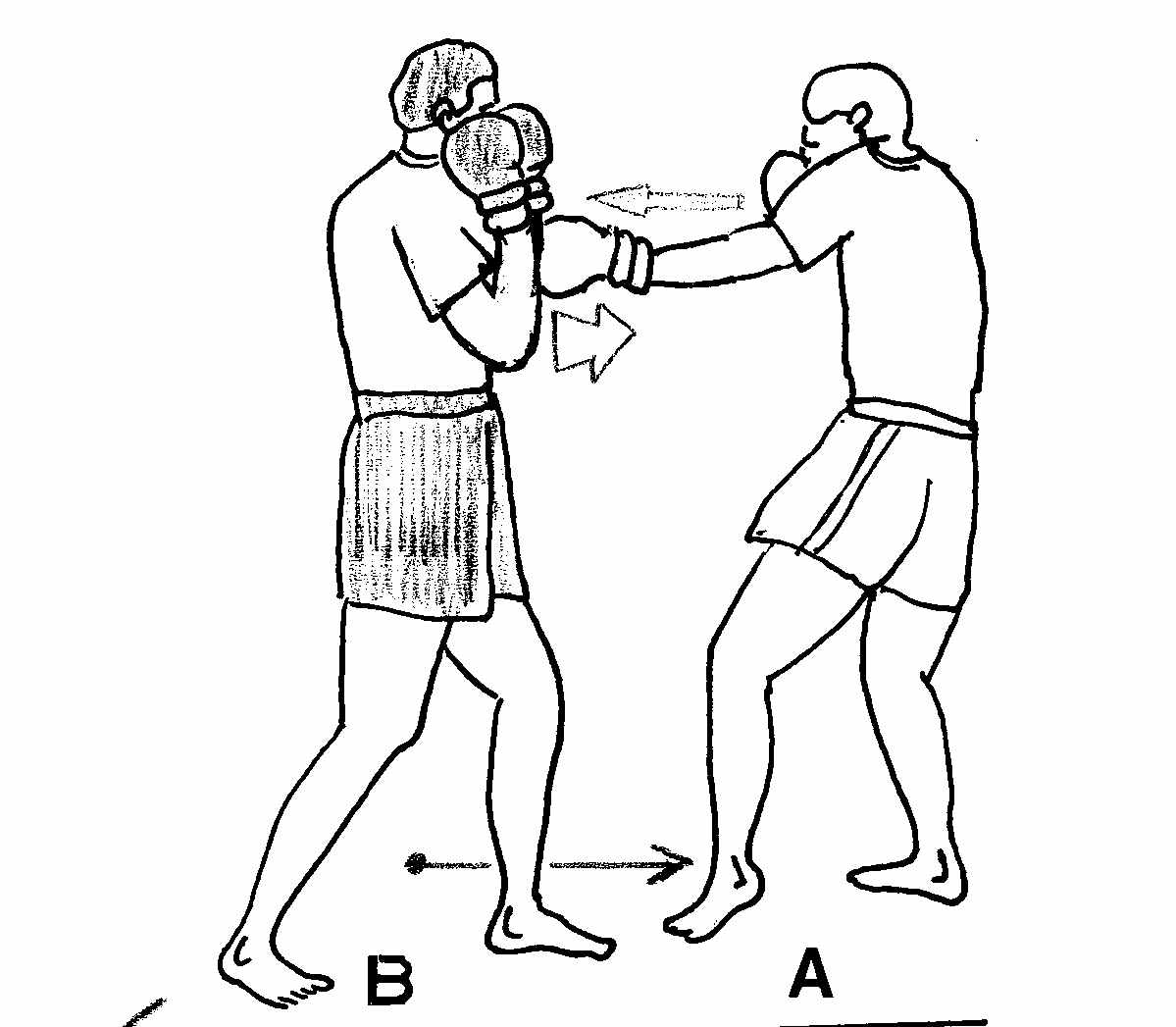
Blocking (with the arms)
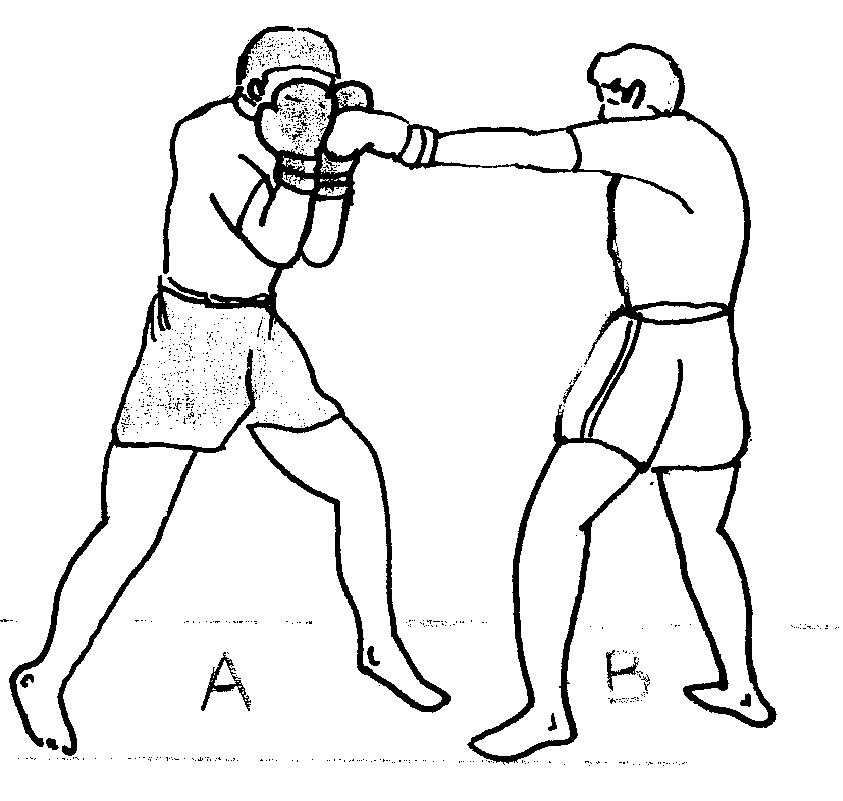
Cover-Up (with the gloves)
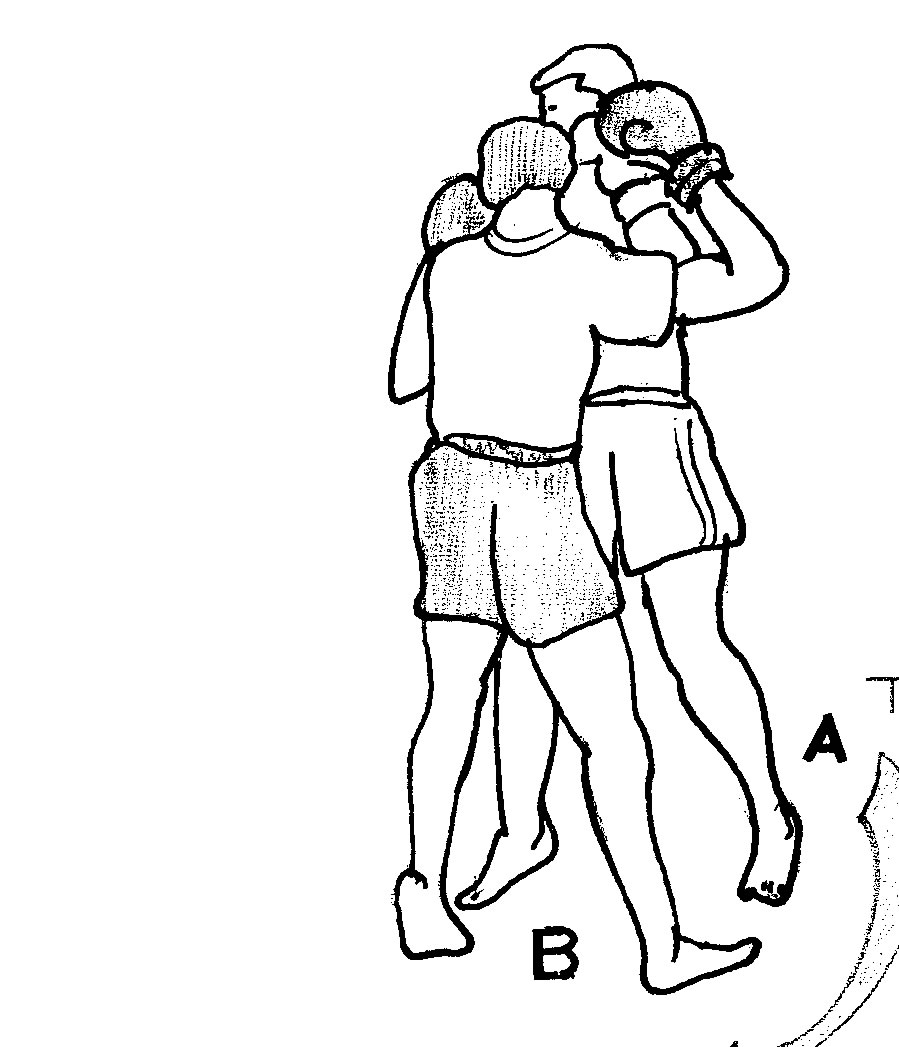
klincselés
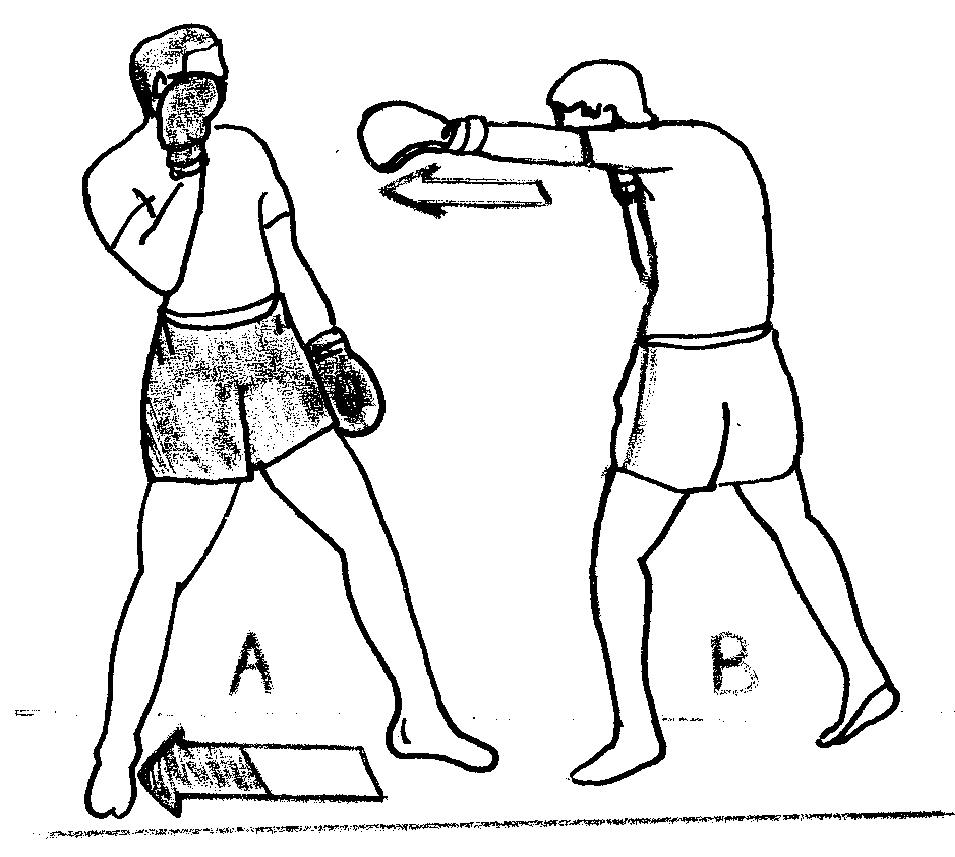
Footwork
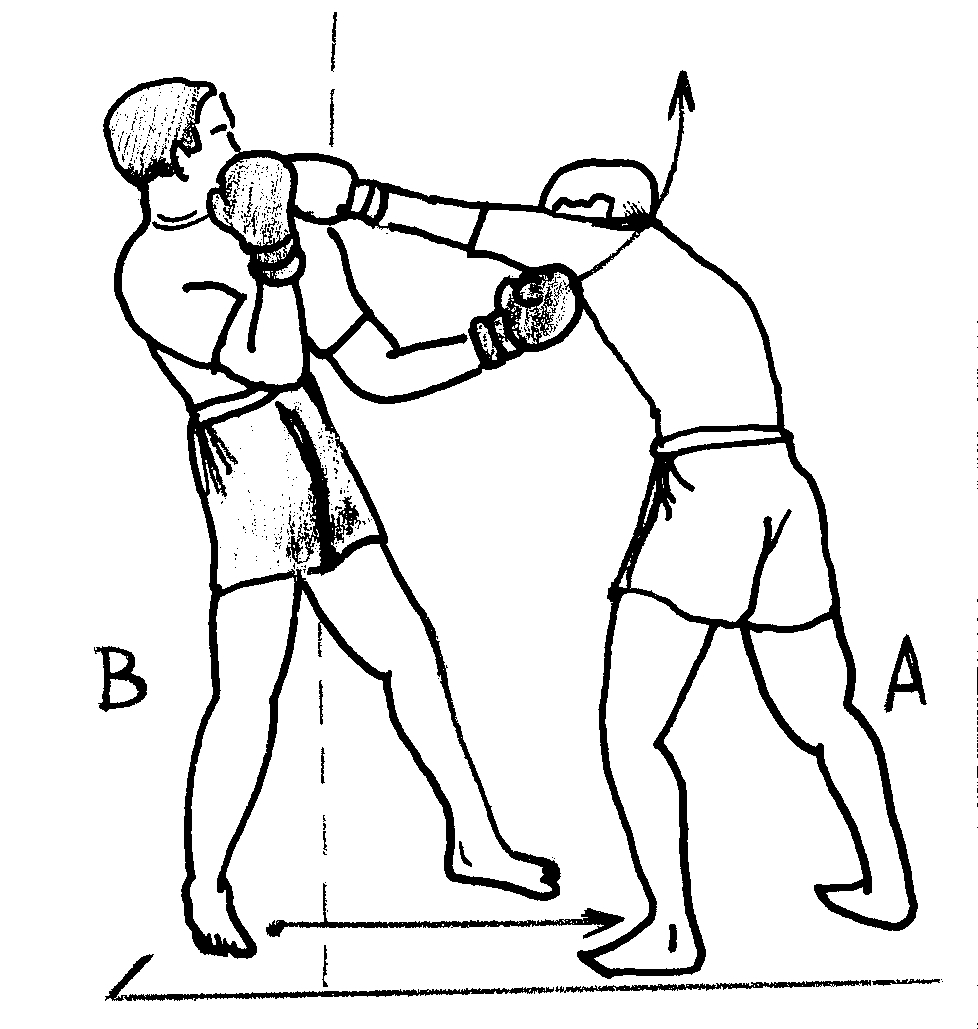
Pulling away

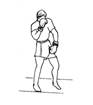
Low guard
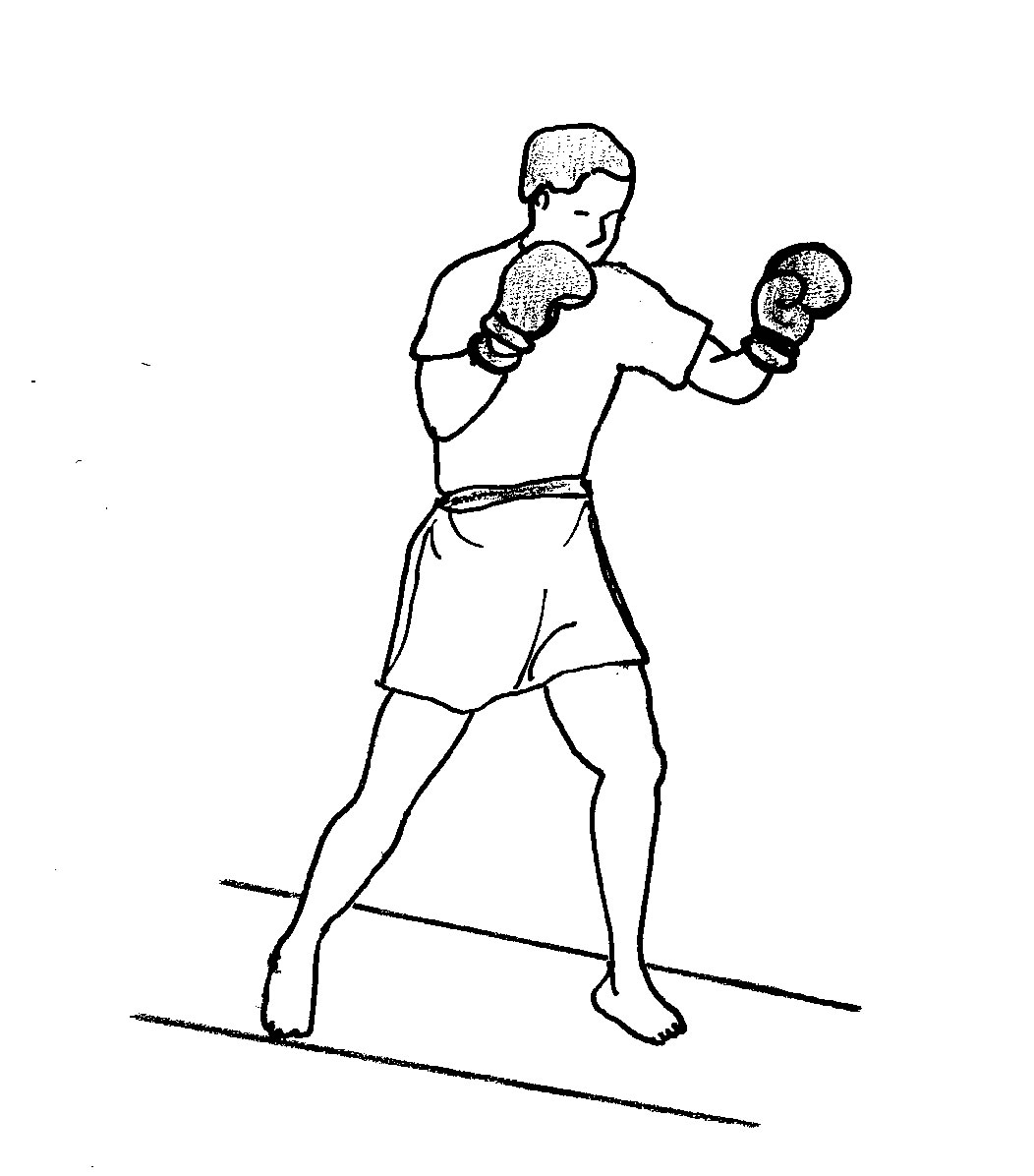
Mixed guard
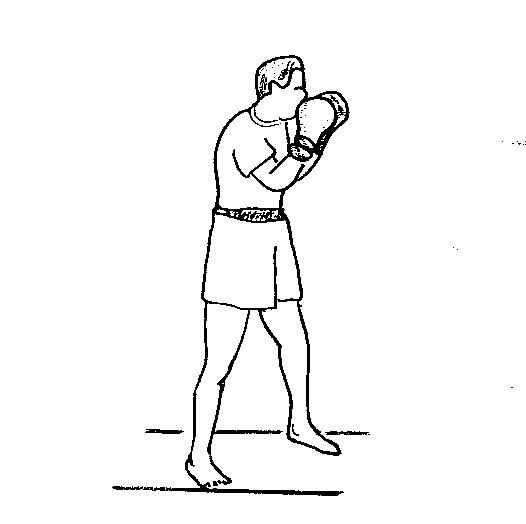
Peek-a-boo

## Külső hivatkozások
- A legjobb magyar profiboksz oldal
- Profi boksz.lap.hu - linkgyűjtemény
- Box klub - közösségi oldal